# Lac de Robertville
Lac de Robertville är en sjö i Belgien.   Den ligger i provinsen Liège och regionen Vallonien, i den östra delen av landet, 130 km öster om huvudstaden Bryssel. Lac de Robertville ligger 498 meter över havet. Arean är 0,62 kvadratkilometer.
Omgivningarna runt Lac de Robertville är en mosaik av jordbruksmark och naturlig växtlighet. Runt Lac de Robertville är det ganska glesbefolkat, med 42 invånare per kvadratkilometer.